# Sekizen (Ehime)
La villa de Sekizen (関前村 Sekizen-mura?) fue una villa del distrito de Ochi en la región de Toyo (東予地方 Tōyo-chihō?) de la prefectura de Ehime.

## Características
Estaba conformado por varias islas del archipiélago de Geiyo (芸予諸島 Geiyo-shotō?), de las cuales sólo tres están habitadas en forma permanente: Okamura (岡村島 Okamura-jima?), Ooge (大下島 Ooge-jima?) y Kooge (小大下島 Ko'oge-jima?).
Limitaba con los pueblos de Namikata y Oomishima, ambos del distrito de Ochi y en la actualidad parte de la ciudad de Imabari. Asimismo limitaba con el pueblo de Yutaka (豊町 Yutaka-machi?) del distrito de Toyota (豊田郡 Toyota-gun?) que actualmente es parte de la ciudad de Kure (呉市 Kure-shi?), y el pueblo de Kinoe (木江町 Kinoe-chō?) del distrito de Toyota que hoy en día es parte del pueblo de Oosakikamijima (大崎上島町 Oosakikamijima-chō?), ambas en la prefectura de Hiroshima.
Durante la Era Meiji fue importante la extracción de piedra caliza, hasta el punto de modificar la morfología de las islas, además atrajo gente de otras localidades que también se alejaron a medida que este recurso se fue agotando. Actualmente en lo que queda de las canteras se han formado reservas de agua.
El ayuntamiento se encontraba en la isla de Okamura (岡村島 Okamura-jima?), y en la actualidad es una dependencia del Ayuntamiento de la ciudad de Imabari.

## Historia
- 1889: se fusionan las villas de Oka (岡村 Oka-mura?) y Ooge (大下村 Ooge-mura?), formando la villa de Sekizen.
- 2005: el 16 de enero de 2005 es absorbida junto a los pueblos de Kikuma, Oonishi, Miyakubo, Namikata, Tamagawa, Yoshiumi, Hakata, Kamiura y Oomishima, y la villa de Asakura, todas del distrito de Ochi, por la ciudad de Imabari.